# 海南省新康监狱
海南省新康监狱（海南省司法医院）是隶属于中华人民共和国海南省司法厅的一所监狱兼医院。位于海口市人民医院内。

## 沿革
2010年12月8日，海南省新康监狱（海南省司法医院）正式挂牌成立。中共海南省委常委、政法委书记肖若海，海南省人民政府副省长符跃兰为该监狱揭牌。该监狱负责海南省监狱艾滋病、传染病、精神病、老残病以及危、急、重症病犯的集中收治及监管改造。海南省司法厅厅长李言静在挂牌仪式上，要求新康监狱（海南省司法医院）争取尽快建成二等乙级医院。海南省新康监狱（海南省司法医院）是海南省第一家司法医院。
海南省新康监狱（海南省司法医院）的主要职责是“负责全省罪犯、劳教人员危、急、重症病人的抢救治疗；面向社会对有争议的人身伤害进行司法医学鉴定，对需要保外就医、所外就医的罪犯、劳教人员进行医学诊断鉴定；负责司法行政系列干警、职工及家庭的医疗保健工作；负责指导监狱、劳教单位医疗卫生及传染病防治工作。此外也可以诊治社会其他病人。”

## 著名囚犯
朱新龙，生于中国大陆，前中华民国国安局黑客特工，被捕前系海口经济学院学生，因为不满当局，申请加入中国国民党，开始为中华民国国家安全局工作，从事网络攻击任务，主要攻击对象是部级以上网站。其中国务院办公厅，外交部，财政部，国防科工委，中央政府机关采购网，海关总署，中国科学院，中国核工业集团等单位的邮局服务器均不同程度被其破解密码。2008年3月19日遭到逮捕，2013年初在狱中积劳成疾，患上肺结核，后转入海南省司法医院（新康监狱）接受治疗。
2015年6月18日由海南省新康监狱刑满释放。